# Nation crie de Wemindji
Pour les articles homonymes, voir Wemindji.
La Nation crie de Wemindji, dont le nom officiel est Cree Nation of Wemindji, est une Première Nation crie du Nord-du-Québec au Canada. Elle vit principalement dans le village cri de Wemindji et dans la terre réservée crie du même nom situés dans le territoire d'Eeyou Istchee. En 2016, elle a une population inscrite de 1 589 membres. Elle est en négociation avec le gouvernement du Canada pour obtenir son autonomie gouvernementale.

## Démographie
Les membres de la Première Nation de Wemindji sont des Cris. En octobre 2016, elle avait une population inscrite totale de 1 589 membres dont 134 vivaient hors réserve. Selon le recensement de 2011 de Statistiques Canada, l'âge médian de la population est de 27,5 ans.

## Géographie
Le siège du conseil de bande de la Nation crie de Wemindji est situé dans le village cri de Wemindji sur la côte orientale de la baie James à l'embouchure de la rivière Maquatua dans le territoire d'Eeyou Istchee dans la région du Nord-du-Québec. La bande possède également la terre réservée crie du même nom qui a une superficie de 326,6 km2. Le village est sous juridiction provinciale tandis que la terre réservée est sous juridiction fédérale. Les villes importantes situées les plus près sont Rouyn-Noranda et Val-d'Or.

## Langues
La langue des Cris est le cri. Selon le recensement de 2011 de Statistiques Canada, sur une population totale de 1 380 personnes, 93,1% de la population connaissent une langue autochtone. Plus précisément, 87% ont une langue autochtone encore parlée et comprise en tant que langue maternelle et 90,9% parlent une langue autochtone à la maison. En ce qui a trait aux langues officielles, 5,8% de la population connaissent les deux, 84,4% connaissent seulement l'anglais et 9,8% en connaissent aucune.

## Gouvernement
La Nation crie de Wemindji est gouvernée par un conseil de bande élu selon le système d'élection des Cris et des Naskapis selon la Loi sur les Cris et les Naskapis du Québec. Pour le mandat de 2013 à 2017, ce conseil est composé du chef Dennis Georgekish, du vice-chef Frank Atsynia et de cinq conseillers. La nation est en cours de négociation avec le gouvernement du Canada en vue d'obtenir son autonomie gouvernementale.